# Casa Elies (Bellver de Cerdanya)
La Casa Elies és una obra de Bellver de Cerdanya (Baixa Cerdanya) inclosa a l'Inventari del Patrimoni Arquitectònic de Catalunya.

## Descripció
Reforma i ampliació d'una masia intentant seguir una continuïtat amb relació a l'edifici preexistent. S'utilitza en la seva totalitat el forjat del primer pis i s'incorporen dos cossos nous edificats sobre la coberta originària. S'allarguen les ales de la coberta i això fa que es formin uns porxos a banda i banda de la casa, de planta rectangular. A la façana principal hi ha unes escales amb baranes de fusta i un emporxat amb dos grans arcs de pedra.